# Запізнилися до літа
«Запізнилися до літа» або «Спізнілі до літа» (рос. Опоздавшие к лету) — концептуальний фантастичний роман Андрія Лазарчука, який також розглядається критиками як «гіперроман», роман-епопея або літературний цикл в семи частинах. Автором та критиками відноситься до турбореалізму. За жанром — антиутопія. Основний зміст роману — сповзання світу до апокаліпсису в умовах, коли ані окрема людина, ані суспільство в цілому не в змозі адекватно сприймати реальність, яка є ареною зіткнення над- та нелюдських сутностей, в тому числі породжених самим людством. Реальність, яка сприймається, є лише її частковим описом в людській свідомості, причому в дуже незначній частині; значна частина відомостей, одержуваних людьми, пройшла через багато рук і свідомо спотворена.
Цикл створювався з початку 1980-х років і публікувався частинами, не по порядку в 1989—1995 роках, перше окреме видання — в 1996 році. Завершальна частина гекталогіі — «Солдати Вавилона» — в 1995 році удостоєна премії «Бронзовий равлик»; того ж рокуі весь цикл (ще не опублікований в повному обсязі) був нагороджений премією «Біла пляма» в номінації «Крупна форма».
Розповідь «Чаклун» — титульний у циклі — в 2009 році опублікований естонською мовою (ест. Andrei Lazartšuk. Nõid, переклад Арві Ніккарєва).

## Концепція циклу. Видання

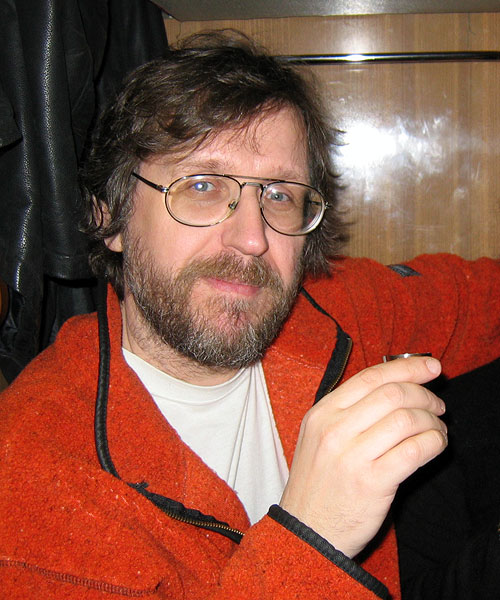
Андрій Лазарчук. Фото С. Бережного, 2005 рік

Основа концепції гіперромана — уявлення про побудову світу як маніпуляції з реальністю. Хронологічно і тематично сім частин збудовані лінійно як відображення реальної історії людства XX століття. Сергій Переслєгін відзначав, що «технологічний час» роману відповідає основним віх реальної історії: наприклад, Гіперборея Лазарчука пережила дві світові війни. Основний час дії циклу охоплює період від 1940-х років до умовної «сучасності». На думку С. Переслєгіна, ці деталі підкреслюють антиутопический характер роману. Поетика А. Лазарчука нагадує реалії антиутопії Дж. Орвелла; за С. Переслєгіним, автор виявив, що орвелівський світ здатний до саморозвитку. Реальність того, що відбувається, на думку В. Бабенка, підкреслюється реалістичністю зображення «вигаданої країни в напіввигаданаому часі». На думку В. Шиловського, «в романі розглядається реальність, її залежність від наших відчуттів та способи її зміни за допомогою впливу на органи чуття людини».
Згідно В. Бабенко, «… ця книга про Росію, про історію Росії, про місце Росії у світі, про нас з вами, про наше з вами місці в історії і світі, про нашу спільну долю. Ось так, і ніяк не менше. А те, що звуть нас з вами в цій книзі Освальд, Петер, Пітер, Менандра, Ларрі, Лукас, Амадео, Міккі, Ноель, але, правда й, Тетянами і Дімами теж … <…> Так кажу вам: алегорія. Якщо вже так хочеться, підставте замість Присяжні Іванова, замість Гангнуса та Слоліша — Щека й Хорива, а замість Альбасти — так хоча б Москву».
Епопея Лазарчука створювалася в 1983—1988 роках. Спроба опублікувати епопею в Красноярському книжковому видавництві закінчилася невдачею, роман друкувався частинами в довільному порядку в періодичних виданнях та авторських збірниках, починаючи з 1989 року. Перше окреме видання в двох книгах було здійснене видавництвом «Азбука» в 1996 році тиражем 20 000 примірників. У 2001—2002 роках всі частини роману були випущені видавництвом АСТ у трьох книгах (серія «Зоряний лабіринт»), тиражами від 10 000 до 13 000 екземплярів. В одному томі роман цілком перевидавався у 2005 році видавництвами АСТ і «Люкс», макет цього видання був підготовлений особисто А. Лазарчуком; він вийшов у двох варіантах серійного оформлення сумарним накладом 5000 примірників (Серії «Бібліотека фантастики» і «Бібліотека світової фантастики»). Дане видання може вважатися найавтентичнішим; у копірайтах заявлена післямова В. Бабенка та фотографія автора, проте в опублікованій книзі їх немає. У 2018 році цикл повністю був виданий у серії «Світ фантастики» видавництва «Азбука».

## Сюжет
Епіграф й назва відсилають до хайку вигаданого японського поета «Орі Токагава»:
|  | Ми лежимо під одноюземлею, Ті, що спізнилися до літа, Ті, що не встигли до літа пробитися… |

Цикл складається з декількох повістей та оповідань, які мають самостійний зміст, але розташовані в хронологічному порядку і пов'язані загальгим сюжетом, з невеликою кількістю фундаментальних реалій та наскрізних персонажів. Незалежно від обсягу й жанру, всі структурні одиниці тексту називаються «частинами». Пов'язування всіх концептуальних вузлів й докладний опис картини світу подані в завершальній сьомий частини — романі «Солдати Вавилону». Автор згадував, що в першій половині 1980-х років «сподіватися на публікацію наскільки-небудь об'ємної речі не доводилося», тому роман спочатку складався з сюжетно закінчених фрагментів й розділів, які можна було б опублікувати окремо, що й було зроблено. А. Лазарчук заявив, що немає підстав вважати глави роману повістями та оповіданнями, текст є цілісним, утворюючи єдиний та наскрізний сюжет. Після закінчення «Мосту Ватерло» та «Шляхи переможених» автор переписав початок роману. Старий варіант вступу утворив самостійну розповідь «Ніде й ніколи», опублікований набагато пізніше й до видання роману не включається.

### «Чаклун»
Коротка розповідь — інтродукція до циклу. Вперше опубліковано в авторському збірнику «Запізнилися до літа» 1990 року з передмовою А. та Б. Стругацьких й післямовою С. Переслєгіна. Події розгортаються напередодні й під час світової війни в селі повіту Капери неназваною країни. Головний герой — мельник-глитай Освальд, у якого оселився безсловесний китаєць Лю, який обробляв чудовий город, котрий нагадував скатертину-самобранку. Згодом це викликає підозри у сусідів, які збираються знищити «чаклуна» з його дивним городом. Сюрреалізм того, що відбувається, підкреслюється листами батька головного героя, який ще до війни пішов з дому й вирушив пароплавом на Таїті, але далі втратив будь-який зв'язок з реальністю. Освальду також доводиться утримувати юну кузину — Моніку, — яка «не розуміє ряду загальноприйнятих умовностей».

### «Міст Ватерло»
Самостійна повість, написана в 1983—1984 роках, й опублікована в 1990-му році в авторському збірнику «Запізнилися до літа». Письменник-фантаст Михайло Успенський стверджував, що Лазарчук звернувся до жанру антивоєнної притчі в першу чергу через те, що «в ті часи, коли цей роман був написаний, єдиним шансом обдурити цензуру була „боротьба за справу миру“. Але цензура не помилилася». У цій повісті вперше з'являється концепція Великої Машини — сукупності всіх технічних досягнень людства, — яка поступово починає нав'язувати йому власні цілі.
Події розгортаються під час війни Гіперборейської держави з неназваним супротивником. Основа сюжету — споруда безопорного моста через каньйон, який має подвійне — військове й ідеолого-пропагандистське значення. З цього мосту можна перекинути танки, і вдарити в тил противника; оскільки Гіперборея програє війну, міст стає останньою надією на перемогу. На будівництво направлено групу військових операторів, очолювана чиновником Міністерства пропаганди Гуннаром Мархелем, який починає побудова власної реальності (поки тільки засобами кіно — за допомогою макетів і спецефектів), заради якої можна довести до самогубства інженера Юнгмана, єдиного, хто здатний побудувати міст. Причиною самогубства стала помилка в розрахунках, через яку успішне будівництво неможливе: ідеологічна чистота перешкоджає використанню формул, виведених нелояльним режиму фахівцем. Оператори намагаються врятувати реальність (нехай й нестерпну) — таємно знімаючи сцени будівництва, — але приречені на невдачу з самого початку. Фільм стає найважливішим елементом пропаганди, а в столиці ніхто не бажає брати на себе відповідальності за початкову безглуздість задумки, й дезінформує вище керівництво. Після поразки у війні й прориву фронту закінчується монтаж фільму — по побудованій мосту танки переходять в наступ.
Брати Стругацькі в передмові до первопублікаціі відзначали, що Лазарчук:
|  | «написав про всі війни відразу, але в першу чергу про війни другої половини XX століття з усіма їх Онерами — особливою брехливістю й жорстокістю, багатою ідеологічною оснащеністю, підвищеною безглуздістю й бездарністю». |

### «Атракціон Лав'єрі»
Коротка розповідь, який вперше був опублікований в авторському збірнику «Запізнилися до літа» 1990 року. Події розгортається відразу по завершенні війни в окупованій Гіперборейської державі. Ларрі Гербер (сценічний псевдонім — Лав'єрі), здатний відчувати небезпеку й напрям погляду, організував атракціон, в якому давав будь-якому охочому в себе стріляти. Ця здатність не могла не привернути уваги спецслужб й політичних змовників.

### «Шлях переможених»
Перша з опублікованих частин гіперроману, яка вийшла в 1989 році в журналі «Металург» (№ 7-9). Коротка повість, події якої розгортаються через багато років після закінчення військової розрухи, — в минулому часі згадується «вісімдесят четвертий» рік. У цей час з'являються мутанти, наділені незвичайними здібностями, але позбавлені мотивації й волі до перемоги; їх легко відрізнити зовні — під час творчого екстазу мутант починає в буквальному сенсі слова світитися. Головний герой — геніальний художник Март Траян, який насправді — його брат-близнюк Моріс. Він випадково вижив під час винищення мутантів («каперський інцидент» 84-о року) й продовжує жити під його документами. Всі картини справжнього Марта створені у співавторстві з Морісом або самим Морісом. Марту-Морісу доводиться приховувати свою природу, беручи участь в урядовій програмі з привнесення культури в провінцію; більшу частину зароблених грошей він пересилає сім'ям знищених мутантів. У провінційному місті Март зустрічає колишню кохану — Венето, з якою колись розлучився за наказом глави терористичної організації, в якій вони обидва перебували. Терорист Шерхан — шеф цієї організації — спільно з армійцями проводить випробування отруйних речовин на пацієнтах клініки доктора Петцера; Венета виходить на контррозвідників полковника Гаппо — за допомогою поліцмейстера Андріса — терористів вдається знешкодити. Март знову розлучається з Венетою (її евакуюють разом з пораненим в сутичці Андрісом) і вирішує загинути, оскільки в любовному екстазі забув про обережність й проявив свою сутність мутанта — армійці почали на нього полювання. Тут в справу втручається художник-мутант Трігас, який спивається, він дістає пістолет й проганяє Марта зі будинку, який був йому в баченнях: мутанти передчувають свою смерть. Втікаючий Март чує постріли, розуміє, що залишив Трігаса вмирати, і він має якось жити з цим далі.

### «Приманка для диявола»
|  | Я ж думав, що все це - завтрашній день. Виявилося - вчорашній ... |

Повість ілюструє ситуацію умовної «сучасності». Вперше опублікована в антології «Детективи, фантастика й багато іншого …» у 1992 році. Наукова розвідка веде експерименти з людським мозком з метою створення ідеального солдата, що з'ясовується абсолютно випадково, коли звичайний студент Ерік починає усвідомлювати, що з ним відбуваються дивні речі. Він потрапив до лікаря Петцеру (директор клініки з «Шляхи переможених»). На томограмі мозку чітко видно чужорідний предмет, вживлений під черепну коробку. Виявилося, що це серйозна військова розробка на основі дослідження феномену Лав'єрі: імплантат, який включає деякі ділянки мозку й блокує інші, роблячи непотрібними тривалі тренування. Існує також секретна база, на якій звичайних людей перетворюють на біороботів. Однак Петцер залучає спецслужбу, глава якої — полковник Хаппа — давно полює на армійські розробки, й цього разу все завершується вдало для головного героя та його подруги.

### «Бляшаний бор»
Повість вперше видана в Харкові й Донецьку в 1996 році в однойменному авторському збірнику під редакцією Д. Громова та О. Ладиженського. Події розгортаються у 2000 році. За рівнем розвитку світ випередив наш власний, перш за все — технологіями тривимірної передачі та синтезування інформації (наприклад, телебачення не використовує людей-ведучих). Одним з найважливіших видів мистецтва стає голографічна інтерактивна дія — голо. Головний герой — поліцмейстер Андріс (з «Шляху переможених»), поранений в сутичці з терористами, їде в університетське місто Платібор, щоб пройти сеанс лікування. Тут він зустрічає й закохується в Марину — доньку художника Траяна («Шлях переможених»); в подальшому з'ясовується, що їх зустріч була підлаштована змовниками. Поблизу міста розгорнуто складний біотехногенної комплекс для регулювання біоценозу приміського лісу, який став без відома людей насичувати інформаційні мережі незрозумілою інформацією, а атмосферу Бора — феромонами, відбираючи відвідувачів за невідомими критеріями. Незабаром серед людей, які відвідували Срібний бор, з'явилися «ельфи» — носії загального свідомості, які взаємодіють з машиною. Головні герої припускають, що Бор був осколком майбутнього, випадково закинутим в наш світ, який відчайдушно намагається вижити. Одночасно в місті готують переворот кристальдовці послідовники ультралівого терористичного режиму сусідньої республіки Ельвер. Армійці, які дізналися про все це, викликають важку артилерію і знищують бор разом з усіма «ельфами», однією з яких була Марина. Андріс виявляє, що шеф контррозвідки Хаппа використовував його як «підсадну качку», й коли поліцмейстеру пропонують евакуацію, він вважає за краще залишитися в місті й загинути.
Критик Василь Володимирський, визнаючи високу літературну цінність повісті, наступнич чином охарактеризував її філософсько-етичну базу:
|  | ... Якщо у вас депресія, якщо вам здається, що весь світ продолжает жити за інерцією, якщо всі ваші ініціативи гинуть в зародку, якщо ви відчуваєте, що робите непоправну помилку, то у всьому цьому загальнопланетарному хаосі може бути винен хто і що завгодно (тупий і злісний надрозум-Голем, нескінченно далекий й тому абсолютно нелюдський Бог, спотворена державна система або клаптик дивне й страшнувате Майбутньє, яке випадково прорвалося в теперішнє — потрібно підкреслити, а відсутнє дописати), але тільки не ви самі. Людям, які прониклися цією філософією, залишається одне з двох: або погодитися з визначеним, смиренно схилившись перед Роком, або картинно померти, пішовши від апріорної жорстокості Світу, в якому й по законами якого вони живуть. І не дивно, що главний герой «Бляшаного бору» обирає саме цей самий простий вихід — адже іншого виходу, зберегти хоча б видимість людського достоїнства, герой Андрія Лазарчука знайти просто не здатний. |

### «Солдати Вавилону»
Роман, який завершує всі ідейні лінії циклу, займає приблизно третину його обсягу. Вперше опублікований у Красноярську в однойменному збірнику в 1995 році (з післямовою М. Успенського). Час дії основної сюжетної лінії — через чотири роки після подій повісті «Бляшаний бор». У контексті технологічного розвитку світу, описаного в трьох попередніх повістях, з'являються кодони — техногенні активні інформпакети, які впроваджуються в свідомість людини й перехоплюють у нього попередню обробку вхідної інформації. В результаті мозок отримує, можливо, зовсім не ту інформацію, яка сприйнята зором, слухом, дотиком. Боротьбою зі шкідливими кодонами займаються спеціальні служби. Однак ситуація ускладнюється тим, що світ не однорідний, а представляє собою конструкцію з 22 рівнів, названих буквами єврейського алфавіту, в яких співіснують одні й ті ж люди, свідомість яких не завжди здатне розрізняти ці світи. Швидше за все, це тільки інформаційні відображення, а не фізичні сутності. На думку Костянтина Фрумкіна, в романі Лазарчука досягла «свого апогею ідея багатошаровості на ґрунті російської літератури».
Лінійний сюжет нарочито ускладнений автором. Події роману одночасно розгортаються на трьох рівнях, де діють одні й ті ж герої, які мають різну самосвідомість:
1. Хет (королівство Альбаст) — напівуфентезійний світ, в якому влада над королівством захопили живі мерці, які перетворюють людей в якусь іншу форму існування. Тут протагоністи зустрічають постарілу пані Моніку з оповідання «Чаклун», яка повідомляє, що під час війни рослини-мутанти розповзлися по всьому світу.
2. Заїн — наша Земля, маленьке сибірське містечко Ошеров, в якому, за словами одного з героїв роману, відбувається щось, що нагадує кінець світу, описаний в Одкровенні Іоанна Богослова, але в масштабах одного міста, відрізаного від зовнішнього світу (тут за бар'єром матеріалізуються страхи людей). Події в цьому пласті реальності розгортається в 1989 році, оскільки ще йде Афганська війна, але святкування тисячоліття хрещення Русі згадується в минулому часі.
3. Вав (порт альбаст) — світ колишньої Гіперборейської імперії, в якому мережеві технології вийшли з-під контролю, відбулося злиття електронних мереж з біологічним інформаційним обміном між людськими особинами. Нелюдські сутності — в тому числі надразум, який використовує як логічні елементи людський мозок, — ведуть між собою війну, не підозрюючи про існування людства, так само як і суспільство не розуміє суті того, що відбувається[Прим 4]. Шеф військової наукової розвідки Местерс висуває припущення, що людство підійшло до порога практичного всемогутності й майже здогадується про сутність тих процесів, що відбуваються в світі.

Основний конфлікт у романі породжується зіткненням надістот — сайрів та сартасів, які серед іншого здатні генерувати богів як інформпакети, й бачити реальність в її теперішньому вигляді, як наслідок, — маючи можливість змінювати її. Однак їм доступні не всі рівні реальності: ймовірно, на рівні Алеф діють якісь могутні сили, які стали джерелами появи мутантів на рівнях нижче.
На думку С. Бережного, «Солдати Вавилона» — філософський роман:
|  | На моє глибоке переконання, Лазарчук побудував роман на єдиною, але всеосяжною ідеєю — проблеми невзаємодіючими людської етики з законами, які керують всесвітом. Закони ці Лазарчук зводить до глобального філософського принципу рівнозначності матерії й свідомості, замінюючи цим постулатом ортодоксальні спроби вирішення основного питання класичної філософії. Такий хід дає йому можливість абсолютно по-новому поглянути на роль інформації в структурі світобудови: навіть бог, з точки зору автора, суто інформаційний пакет, породжений узагальненим свідомістю людства. Такий бог практично неспіввідносний з сучасним розумінням етики, яке й породжує конфлікт між ним і людиною, для якого етика є однією з основ соціального існування. |

## Критика
На думку С. Бережного (в передмові до повного виданню 1996 року), гіперроман Лазарчука був недооцінений літературними критиками, які не виділяли його із загального потоку фантастичної літератури. Він наводив приклад з внутрішньої рецензії Красноярського книжкового видавництва, куди в 1988 році був поданий на розгляд перший том роману. Рецензент відзначив, що стиль «Запізнилися до літа» характеризується «з'єднанням стійких клішированних формул з розмитістю контексту». В. Бабенко також заявив, що роман А. Лазарчука повинен аналізуватися в контексті російської літератури, «а не в контексті <…> виморочної термінології, яке позначається словом „фантастика“», і позначатися як символічна проза.
Аналізуючи поетику А. Лазарчука, С. Бережний стверджував, що вона не пов'язана ні з утопією, ні з дистопією (антиутопією). «події його оповідань завжди відбувається між минулим (якого немає в утопії) й майбутнім (якого позбавлені антиутопії), в тому сьогоденні, яке ніколи не стане ні безмежно світлим, ні безнадійно похмурим». У той же час, в творчому плані А. Лазарчук, на думку С. Бережного, залежав від братів Стругацьких, оскільки саме вони стали творцями соціально-психологічної фантастики, змоделювавши багатогранні ситуації взаємин особистості й соціуму, але не зважившись рухатися далі. Лазарчук продовжив з цього ж етапу, змоделювавши проблему взаємин особистості й реальності як такої, причому в умовах, коли людина здатна реальність довільно змінювати. Окрім Стругацьких, С. Бережний констатував вплив на Лазарчука ідей та стилю прози Філіпа Діка, переклад «Убіку» якого опублікував в ті роки Андрій Геннадійович.
В. Владимирський у 1996 році стверджував, що роман запізнився з публікацією приблизно на десятиліття. Ця теза була ним розвинена у відгуку на перевидання циклу в 2005 році. Роман характеризується як «класичний» для «четвертої хвилі», що сконцентрував у собі всі переваги й всі недоліки, властиві провідним авторам цього покоління. "Щільно текст, кожне слово, кожна конструкція несуть потужне смислове навантаження — але сюжет за всім за цим проглядається з працею. Навмисна реалістичність характерів, підкреслена правдоподібність ситуацій — і, як неминучий наслідок, ухил в «чорнуху», депресивність, відсутність геппі-ендів… ". Схожу думку — обігруючи назву циклу — висунув М. Успенський в післямові до видання «Мосту Ватерло» та «Солдат Вавилону» 1995 року.
Ф. Капиця й Т. Колядич в навчальному посібнику для філологів «Російська проза на рубежі XX—XXI століть» представили епопею як зразок сучасної фантастичної літератури та її більш вузьких жанрових напрямків, зокрема, турбореалізм. Автори стверджують, що до «Ті, що спізнилися …» тематично примикає роман «Інше небо», сюжет якого заснований на припущенні про завоювання Німеччиною Росії. На думку Капиці та Колядича, А. Лазарчук пародіював стиль різних напрямків радянської прози 1940-1950-х років, його «жорсткість» дозволяє говорити про освоєння досвіду західної фантастики, — це стосується й решти творів Лазарчука. Окремої згадки удостоїлася концепція гіперроману, в якій історія рухається по закону петлі, а персонажі можуть потрапляти в паралельні варіанти розвитку світу.